# Jaap Velema
J.W. (Jaap) Velema (Ter Apel, 17 september 1963) is een Nederlands politicus en bestuurder. Hij is lid van D66. Sinds 19 december 2018 is hij burgemeester van Westerwolde.

## Maatschappelijke en politieke carrière
Velema is geboren en getogen in Ter Apel en volgde daar het vwo aan de RSG. Daarna studeerde hij in 1990 af in de Juridische Bestuurswetenschappen aan de Rijksuniversiteit Groningen. In plaats van een loopbaan bij de overheid had hij diverse functies in de bancaire sector bij de ING Bank, de Rabobank en Van Lanschot. Namens D66 was hij van 2010 tot 2014 wethouder van Hoogezand-Sappemeer en van 2014 tot 2018 van Veendam.

## Burgemeester van Westerwolde
Op 19 december 2018 werd Velema burgemeester van Westerwolde. Als burgemeester kreeg hij openbare orde & veiligheid; bestuur & dienstverlening; IND, COA, DT&V & DV&O; dierenwelzijnsbeleid; lijkbezorging; internationalisering in zijn portefeuille. Namens Westerwolde werd hij algemeen bestuurslid van de Veiligheidsregio Groningen, dagelijks bestuurslid van de Eems Dollard Regio en bestuurslid van de Gebroeders Hesse Fonds en Libau & Monumentenzorg.
Als burgemeester zet Velema zich in voor de asielcrisis in het aanmeldcentrum in Ter Apel. Hiervoor werd hij betiteld tot Groninger van het Jaar 2023 en ontving hij de Machiavelliprijs 2023. Op 18 februari 2024 werd hij opgenomen op de intensive care wegens een dubbele longembolie. Zijn taken werden voorlopig waargenomen door locoburgemeester Giny Luth. Na enkele dagen ging hij naar de verpleegafdeling en na ruim een week mocht hij naar huis om verder te herstellen. Met ingang van 4 maart van dat jaar werd Leendert Klaassen benoemd tot waarnemend burgemeester van Westerwolde. Op 1 juli van dat jaar hervatte hij zijn werkzaamheden.
Op 19 december 2024 begon Velema aan zijn tweede termijn als burgemeester van Westerwolde. In januari 2025 werd hij genomineerd voor de titel 'Beste Bestuurder 2024', dat wordt georganiseerd door Binnenlands Bestuur en Necker.

## Privéleven
Velema woont samen met zijn man.